# Giulia Trapani
Giulia Trapani (Torino, 27 agosto 1994) è una calciatrice italiana, centrocampista dell'Asd Femminile Juventus Torino.

## Caratteristiche tecniche
Giocatrice dotata di ottima tecnica individuale, gioca prevalentemente nel ruolo di trequartista ma può giocare anche interno di centrocampo. Non disdegna la giocata e le sue qualità le permettono spesso di realizzare dribbling vincenti.

## Carriera

### Giovanili
Di origini siciliane e sarde, inizia a praticare calcio all'età di otto anni nel Don Bosco Nichelino giocando assieme ai maschi. Nel 2007 lascia la squadra del suo paese passando alle giovanili del Torino Calcio Femminile. L'anno seguente si trasferisce alla Primavera della Femminile Juventus Torino.

### Prima squadra

#### Femminile Juventus
Fin dalla prima stagione in maglia bianconera, nonostante faccia parte della squadra Primavera, riesce a ritagliarsi uno spazio in prima squadra esordendo in serie B con il tecnico Elisa Miniati. Al suo secondo anno in squadra, grazie al secondo posto ottenuto nella stagione 2008-2009, ottiene la promozione in serie A2, da cui tuttavia retrocede al termine del campionato 2011-2012 perdendo i play-out contro l'Atletico Oristano. Con la scomparsa della serie A2, rinominata nuovamente serie B, le bianconere sono costrette ad affrontare il campionato regionale di serie C, dove vincono al primo tentativo il girone piemontese ottenendo la nuova promozione in seconda serie. Al termine del campionato di serie B 2013-2014, pur ottenendo la salvezza sul campo grazie al settimo posto finale, la società rinuncia all'iscrizione al campionato nazionale per motivi economici e riparte dalla serie C.

#### Luserna
Trapani passa quindi al Luserna, dove vince il girone A del campionato serie B 2014-2015, ottenendo la promozione della massima divisione. Nella stagione seguente gioca quindi per la prima volta in serie A, trovando il suo unico gol nella categoria con un destro al volo dal limite dell'area nel match casalingo contro il Vittorio Veneto. L'ottavo posto finale vale la salvezza per la formazione allenata da Tatiana Zorri.

#### Ritorno alla Femminile Juventus
Nonostante la salvezza raggiunta sul campo, la calciatrice decide di tornare alla Femminile Juventus Torino, squadra che l'ha vista debuttare in prima squadra. Con la formazione bianconera, tornata nel frattempo in serie B, ottiene un sesto e un quinto posto. Tuttavia, a causa della riforma dei campionati che ha ridotto i gironi da quattro a uno, la quinta piazza non è sufficiente per salvarsi. Gioca quindi il nuovo campionato interregionale di serie C 2018-2019.

## Palmarès
- Campionato italiano di Serie B: 1

Luserna: 2014-2015